# سباق أمستل الذهبي 1973
سباق أمستل الذهبي 1973 (بالهولندية: Amstel Gold Race 1973)‏ هو سباق دراجات هوائية، وهو الموسم رقم 8 من السباق، وأقيم في 7 أبريل 1973، وامتدّ لمسافة 238 كيلومتر، وهو من نوع سباق يوم واحد، وقد شارك في السباق 165 متسابقاً ووصل إلى نهايته 28 متسابقاً.
فاز فيه بالمركز الأول إيدي ميركس، وبالمركز الثاني فرانز فيربيك، وبالمركز الثالث هيرمان فان سبرينجيل.

## الفرق
| فرق دراجات محترفة (14)- Molteni (cycling team) ‏ - Maes Pils (cycling team) ‏ - Rokado (cycling team) ‏ - Gitane–Frigécrème ‏ - Flandria (cycling team) ‏ - كاس ‏ - IJsboerke (cycling team) ‏ - بيك 1973 ‏ - Peugeot (cycling team) ‏ - مرسيه ‏ - Canada Dry–Gazelle ‏ - Hertekamp ‏ - Novy-Romy Pils-Total ‏ - Ha-Ro ‏ |  |
| |  |

## التصنيف العام النهائي
| التصنيف العام         | التصنيف العام           | التصنيف العام | التصنيف العام              | التصنيف العام     |
| العداء                | العداء                  | البلد         | الفريق                     | الوقت             |
| --------------------- | ----------------------- | ------------- | -------------------------- | ----------------- |
| 1                     | إيدي ميركس              | بلجيكا        | Molteni                    | 6 س 38 دقيقة 16 ث |
| 2                     | فرانز فيربيك            | بلجيكا        | Watney-Maes Pils           | + 3 دقيقة 13 ث    |
| 3                     | هيرمان فان سبرينجيل     | بلجيكا        | Rokado-De Gribaldy         | + 3 دقيقة 15 ث    |
| 4                     | يوب زوتميلك             | هولندا        | Gitane-Frigécrème          | + 3 دقيقة 49 ث    |
| 5                     | هني كويبر               | هولندا        | Rokado-De Gribaldy         | + 4 دقيقة 15 ث    |
| 6                     | Albert Van Vlierberghe ‏ | بلجيكا        | Rokado-De Gribaldy         | + 5 دقيقة 35 ث    |
| 7                     | رونالد دي ويت           | بلجيكا        | Flandria-Carpenter-Shimano | + 5 دقيقة 40 ث    |
| 8                     | فريدي مارتينس           | بلجيكا        | Flandria-Carpenter-Shimano | + 5 دقيقة 59 ث    |
| 9                     | والتر جوديفروت          | بلجيكا        | Flandria-Carpenter-Shimano | + 8 دقيقة 05 ث    |
| 10                    | Santiago Lazcano ‏       | إسبانيا       | Kas-Kaskol                 | + 8 دقيقة 10 ث    |
| مصدر: ProCyclingStats |                         |               |                            |                   |

## وصلات خارجية
- لمحة عن سباق سباق أمستل الذهبي 1973 على موقع  ProCyclingStats   (برو  سايكلنج  ستاتس) - إحصاءات  محترفي  الدراجات.
- سباق أمستل الذهبي 1973 على موقع إحصائيات الدراجات الإحترافية (الإنجليزية)